# Troo
Troo to miejscowość i gmina we Francji, w Regionie Centralnym, w departamencie Loir-et-Cher.
Według danych na rok 1990 gminę zamieszkiwało 320 osób, a gęstość zaludnienia wynosiła 23 osoby/km² (wśród 1842 gmin Regionu Centralnego Troo plasuje się na 823. miejscu pod względem liczby ludności, natomiast pod względem powierzchni (która wynosi 13,91 km²) na miejscu 941.